# Genocidi rohingya
El genocidi dels rohingyes és una sèrie de persecucions contínues per part del govern de Myanmar (abans Birmània), país de majoria budista, contra el poble musulmà rohingya, sobretot a l'estat d'Arakan, al nord-oest del país. Fins avui, el genocidi ha constat de dues fases: la primera es va produir entre l'octubre de 2016 i el gener de 2017, i la segona es ve produint des de l'agost de 2017. La crisi va obligar a més d'un milió de rohingyes a fugir a altres països. La majoria va fugir a Bangladesh, mentre que uns altres van escapar a l'Índia, Tailàndia, Malàisia i altres països de l'Àsia meridional i sud-oriental.
L'exèrcit birmà ha estat acusat de violacions de drets humans a gran escala, incloent-hi execucions extrajudicials, violacions en grup, incendis premeditats i infanticidis, reclamacions que el govern birmà rebutja com a «exageracions».
La repressió militar contra el poble rohingya ha provocat crítiques de les Nacions Unides, del grup de drets humans Amnistia Internacional, del Departament d'Estat dels Estats Units, del govern del país veí de Bangladesh i del govern de Malàisia, on molts refugiats rohingyes han fugit. La cap de govern de facto de Birmània, Aung San Suu Kyi, ha estat particularment criticada per la seva inacció i silenci sobre el tema i per fer poc per prevenir els abusos militars.

## Context
Birmània és un país amb majoria budista (entorn del 90% de la població), amb petites minories d'altres religions, com el grup de musulmans que representen el 4% del total, la majoria dels quals tenen prohibit votar i se'ls nega la ciutadania (a excepció dels kamans). La nació està dominada per la seva majoria ètnica, els bamar (68%), que són budistes.
El poble rohingya ha estat descrit com «un dels menys estimats del món» i «una de les minories més perseguides del món». Els rohingyes estan privats del dret a la lliure circulació i a l'educació superior. A més, se'ls ha negat la ciutadania birmana des que es va promulgar la llei de nacionalitat birmana. No se'ls permet viatjar sense permís oficial i abans estaven obligats a signar un compromís de no tenir més de dos fills, encara que la llei no es va aplicar de forma estricta. Els rohingyes també han perdut una gran quantitat de terra cultivable, que ha estat confiscada pels militars per donar-la-hi als budistes d'altres llocs de Birmània.
Els rohingyes procedeixen de comerciants àrabs que es van establir a la regió sobre el segle XV. No obstant això, el govern de Birmània els ha negat la ciutadania, considerant-los immigrants il·legals de Bangladesh.
La persecució actual dels musulmans rohingyes a Birmània es remunta als anys setanta, essent perseguits per les dictadures militars i els budistes nacionalistes. Segons Amnistia Internacional, els rohingyes han sofert violacions de drets humans sota les dictadures militars birmanes des de 1978, i molts han fugit al país veí de Bangladesh com a resultat.

## Desenvolupament

### Insurgència rohingya
Segons informes del govern de Birmània, diversos individus armats van atacar la policia fronterera de la zona d'Arakan el 9 d'octubre de 2016, deixant nou oficials de policies morts. També es va robar diverses armes i municions. L'atac va tenir lloc al municipi de Maungdaw. Un nou grup d'insurgents, autodenominat Harakah al-Yaqin, va reivindicar l'atac una setmana després.
Els enfrontaments entre els insurgents i els militars birmans van continuar durant 2017.
El 25 d'agost de 2017 el govern birmà va informar que 71 persones (un soldat, un oficial d'immigració, 10 soldats i 59 insurgents) havien mort durant els diversos atacs coordinats per un grup d'uns 150 insurgents a 24 oficines de policia a la base militar del 552è Batalló d'infanteria de l'estat d'Arakan. L'exèrcit birmà va informar que l'atac havia començat a la 1 de la matinada, i que atacants armats amb bombes, armes lleugeres i matxets van fer explotar un pont. L'exèrcit va informar que gran part dels atacs van tenir lloc al voltant de les 3 de la matinada. Els insurgents, ARSA, van declarar que estaven duent a terme accions defensives, ja que els soldats havien estat violant i assassinant civils prèviament. També van informar que la vila de Rathedaung havia estat sota bloqueig durant més de dues setmanes, matant de gana a la població rohingya, i que el govern s'estava preparant per fer el mateix a Maungdaw. Segons Yanghee Lee, l'informador per les Nacions Unides a Birmània, com a mínim 1.000 persones han sigut assassinades amb violència des del 25 d'agost de 2017. També va afegir que aquesta xifra és molt probablement una estimació molt a la baixa.

### Repressió
Després dels incidents a la frontera, l'exèrcit birmà va iniciar una repressió major a tots els pobles de la zona nord de l'estat d'Arakan. En les primeres operacions, desenes de persones van ser assassinades i moltes més arrestades. Mentre la repressió va continuar, el nombre de morts va continuar en augment. Es van produir detencions arbitràries, assassinats extrajudicials, violacions en grup, brutalitat contra la població civil i saquejos continuats. Segons els reporters, centenars de rohingyes han sigut assassinats des de desembre del 2016 i han marxat com a refugiats a zones properes de Bangladesh.
A finals de novembre de 2016, Human Rights Watch va publicar imatges per satèl·lit on es podia veure com més de 1.250 cases a cinc municipis havien sigut cremades per les forces de seguretat. Els mitjans i els diversos grups en defensa dels drets humans van denunciar continuadament les violacions dels drets humans per part de l'exèrcit de Birmània. Durant un incident al novembre de 2016, l'exèrcit birmà va fer servir helicòpters per disparar i matar civils a l'atzar, com a reacció a l'assassinat d'un oficial Birmà durant una emboscada per part dels insurgents. L'exèrcit va confirmar que dos helicòpters s'havien enlairat armats per dispersar la població, però van negar haver disparat a civils. En aquest període, l'exèrcit negava als col·lectius humanitaris visitar la zona, pel que el nombre de morts exacte és desconegut, creant un forat negre d'informació.
Els refugiats que van poder escapar a Bangladesh van informar de violacions en grup, assassinats i que els nens eren llençats a les cases mentre aquestes cremaven. Diversos vaixells que duien refugiats pel Riu Naf per escapar de la zona van ser disparats i enfonsats per l'exèrcit birmà.
El 3 de febrer de 2017, L'Oficina de l'Alt Comissariat de les Nacions Unides per als Drets Humans (OHCHR) va publicar un informe basat en entrevistes a més de 200 refugiats, on confirmava els abusos mencionats, les violacions en grup i l'assassinat de nens. Gairebé la meitat dels entrevistats confirmaven que membres de la seva família havien sigut assassinats. La meitat de les dones entrevistades asseguraven que havien sigut violades o agredides, amb una violència massiva i sistemàtica, segons l'informe. L'exèrcit i la policia va crear cases, escoles, mercats, botigues i mesquites dels rohingyes.
El març de 2017, un document policial publicat per Reuters llistava 423 Rohingyes detinguts per la policia des de l'octubre de 2016, 13 dels quals nens. Dos policies de Maungdaw van donar el document per vàlid i van justificar les detencions, tot argumentant que els nens detinguts havien confessat crims.
El 25 d'agost de 2017, militants rohinyes van atacar les forces governamentals en reacció als atacs previs a civils. Human Rights Watch va publicar fotos àeres de grans zones d'habitatges rohinyges devastats pel foc. Tot i que les oficialment les causes del foc són desconegudes, els mitjans van publicar que els incendis havien sigut deliberats. Chris Lewa, director del The Arakan Project, ha culpat les forces de seguretat birmanes de cremar sistemàticament poble rere poble i d'acusar falsament als budistes de cremar la vila budista de Pyu Ma. També es va informar d'assassinats en massa pels militars i vigilants budistes a Chut Pyin, un poble proper a Rathedaung. La resposta de l'exèrcit és argumentar que han sigut els mateixos rohinyges qui han cremat els seus pobles, cosa que els rohingyes neguen en tot moment.

## Crisi de refugiats

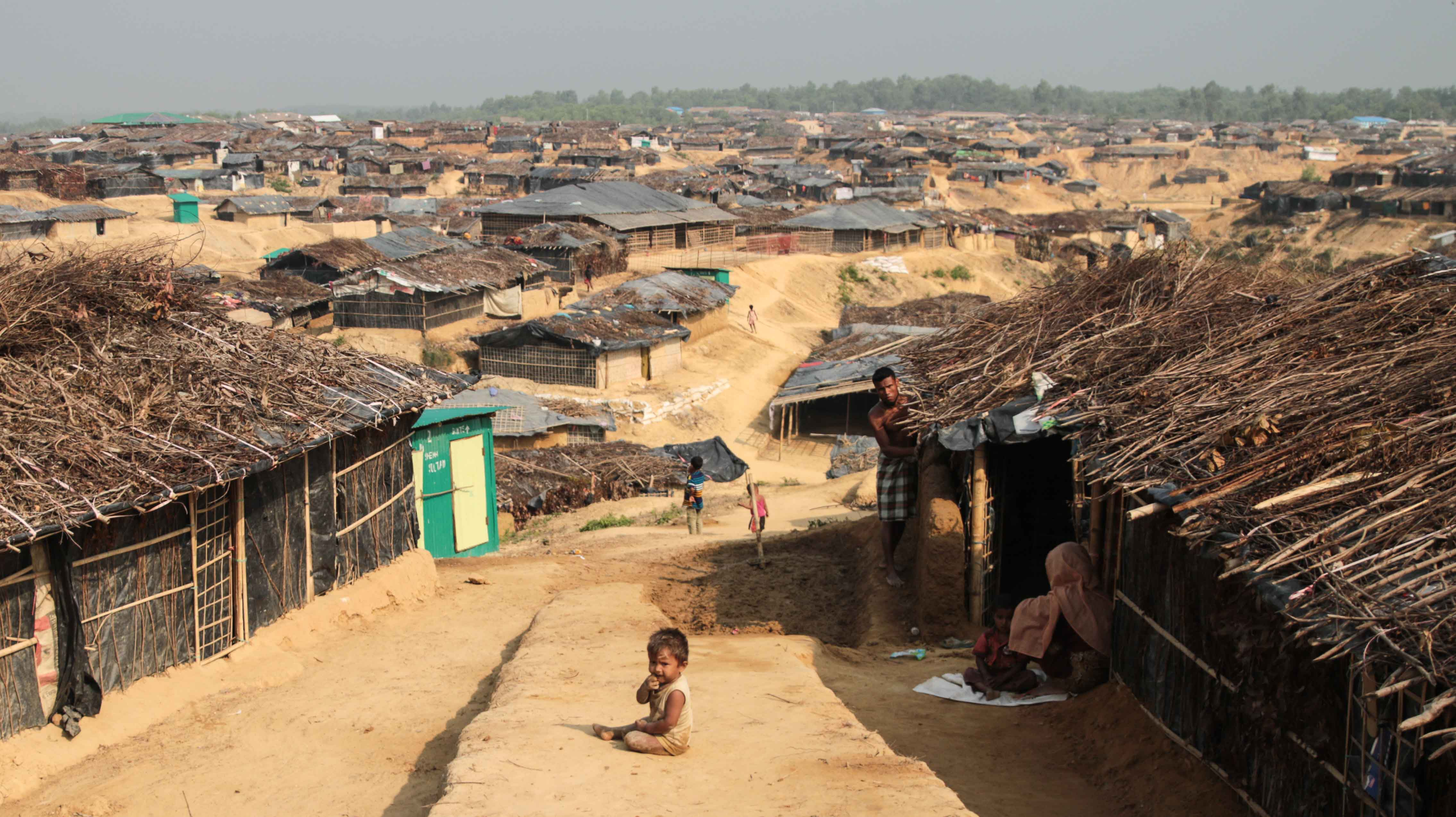
Camp de refugiats de Kutupalong a Bangladesh, març de 2017.

Com a resultat de les operacions militars de neteja, el setembre de 2017 hi havien uns 400.000 rohingyes, aproximadament una tercera part de la seva població total, han marxat de Rakhine, majoritàriament cap a Bangladesh. Unes 23000 persones haurien fet desplaçaments interns dins del país.
Desenes de milers han fugit amb avió, d'altres a peu fins a Bangladesh, i d'altres han escapat a Indonèsia, Malàisia o Tailàndia en vaixell.
El febrer de 2017 el Govern de Bangladesh va anunciar que tenia planejat reubicar els nous refugiats i els 232.000 rohingyes que ja estaven al país a la zona de Thengar Char, una illa feta amb sediments al Golf de Bengala. L'illa es va formar el 2007, creada amb sediments del riu Meghna. L'illa més propera habitada, l'Illa Hatiya és a uns 30 km de distància. La proposta ha rebut moltes crítiques de diversos agents i organitzacions implicades, qüestionant la relocalització forçada i les condicions de vida de l'illa, i el risc d'enfonsament de la mateixa.
El 30 d'abril de 2017 Sri Lanka va interceptar i detenir un vaixell amb 32 refugiats a les seves aigües. Finalment van ser acceptats al país fins que la UNHCR prengui una decisió sobre el seu futur.
El maig de 2017 Bangladesh va detenir 12 rohingyes que intentaven marxar del país en direcció a Malàisia.
El 14 d'agost de 2017, Índia va anunciar que anava a deportar a 40.000 refugiats rohingyes, incloent-ne 14.000 registrats dins de l'agència de refugiats de les Nacions Unides. Durant les següents setmanes, diverses protestes anti-rohingyes van tenir lloc al llarg del país. El mateix mes, Tailàndia va anunciar que estava preparada per rebre refugiats.
El setembre de 2017, Nepal va incrementar la vigilància a la seva frontera amb índia, per prevenir l'entrada de rohingyes al país, on viu una petita comunitat a la seva capital, Katmandú.

## Manifestacions de rebuig
Des de novembre de 2016 s'han organitzat diverses manifestacions de denúncia arreu del món, majoritàriament organitzades per diverses comunitats musulmanes que se solidaritzen amb els rohingyes. El 8 de setembre de 2017 van tenir lloc manifestacions a l'hora a Bangladesh, Indonèsia, Filipines, Malàisia i Pakistan. També s'han organitzat protestes a Melbourne, Washington DC, Cape Town, Caixmir i Hong Kong.
A Bangladesh, la comunitat budista va anunciar que no aniria al festival Fanush de Prabarana Purnima com a protesta contra la situació dels Rohingyes a Birmània.

## Reaccions internacionals

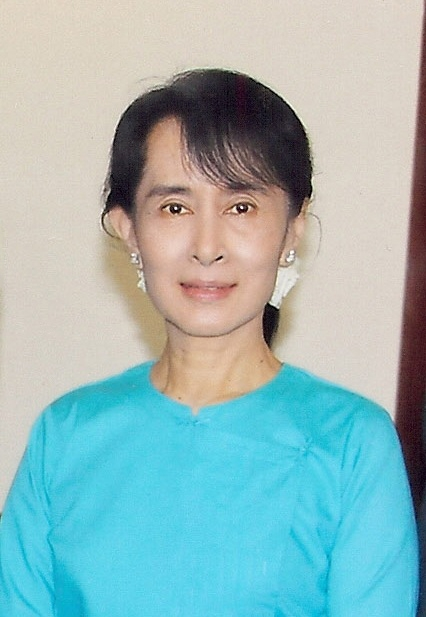
El silenci d'Aung San Suu Kyi ha sigut fortament criticat

La repressió militar ha provocat reaccions de crítica a diversos nivells. Les principals organitzacions humanitàries com Amnistia Internacional, les Nacions Unides o Humans Rights Watch fa mesos que van informant i denunciant la sistemàtica campanya de violència i els crims contra la humanitat que estan tenint lloc a Birmània. Desenes de governs també han mostrat la seva preocupació amb relació a l'increment de la violència a la zona, des dels Estats Units fins al Vaticà.
La premi Nobel Aung San Suu Kyi ha sigut fortament criticada en relació al seu silenci respecte a aquesta crisi humanitària. Fins i tot l'altre Premi Nobel Malala Yousafzai n'ha criticat la seva inactivitat. En resposta, Aung San Suu Kyi va dir Diguem un país que no tingui problemes de drets humans. Diverses personalitats han demanat que se li revoqui el seu Premi Nobel.
Aung San Suu Kyi va defensar les accions del seu govern, al·legant que hi havia voluntat de desinformar la població per tal de desestabilitzar el territori. Va negar els abusos i va defensar que els militars només estaven intentant aturar la insurgència. Aquestes respostes van ser criticades per diversos líders, entre els quals destaca Desmond Tutu.